# Lioba de Tauberbischofsheim
Lioba de Tauberbischofsheim, més coneguda com a Lioba (Wessex, Anglaterra, 710- Schornsheim, Alemanya, 782), fou una monja que va formar part de la missió de Bonifaci i una santa anglosaxona. Va néixer en una família noble a Wessex. Es va convertir en monja en el monestir de Wimbourne a Dorsetshire, Anglaterra. Va ser reclutada pel missioner papal Bonifaci, relacionat amb Lioba mitjançant la seva mare, per establir monestirs benedictins per a dones a Alemanya. Va servir com a abadessa a Bischofheim, a Magúncia, va fundar altres monestirs al país, i es va convertir en assessora espiritual i amiga d'Hildegarda de Vintzgau, la dona de Carlemany. Lioba va ser canonitzada per l'Església catòlica romana.